# KOERS (museum)
KOERS, vroeger WieMu, is een museum in de Belgische stad Roeselare. Het museum heeft als baseline 'Museum van de Wielersport' en is gewijd aan de geschiedenis van het wielrennen en de fiets. Het museum opende zijn deuren officieel op 27 maart 1998 in het vroegere brandweerarsenaal op het Polenplein.

## Geschiedenis
Het museum werd in 1985 opgericht als onderdeel van het toen bestaande Stedelijk Museum in Roeselare. De stad Roeselare besloot hiertoe over te gaan omdat de regio Roeselare als ‘bakermat van de flandriens’ mag aanzien worden. Heel wat ‘flandriens’ en wielrenners zijn afkomstig uit de regio. De stad zelf had heel wat bekende wielrenners gekend zoals Odiel Defraeye, de eerste Belgische winnaar van de Ronde van Frankrijk en verschillende wereldkampioenen : Jean-Pierre Monseré, Benoni Beheyt, Patrick Sercu, Freddy Maertens ... Aanvankelijk beperkte de museumwerking rond het wielrennen zich vooral tot het tentoonstellen van enkele oude fietsen en het inrichten van zomertentoonstellingen.
In 1998 werd definitief gekozen om het oude folkloremuseum te vervangen door een volwaardig wielermuseum, het 'Nationaal Wielermuseum'. Ferdy Callewaert was de eerste conservator tot zijn pensioen in 2006. In 2005 werd Patrieck Geldhof de nieuwe conservator, eerst samen met Ferdy Callewaert, later alleen. Hij bleef actief tot 2009. Oud-wielrenner Freddy Maertens was van 2000 tot en met 2007 tewerkgesteld in het museum en ontving er regelmatig de bezoekers. In 2005 bracht koning Albert II een bezoek aan het museum. De nieuwe conservator, Patrice Van Laethem, bezorgde in 2010 het museum een nieuwe kortere naam : 'WieMu'. Sedert 2013 is Thomas Ameye conservator van het museum.
In 2015 werd de restauratie van het museumgebouw aangevat. Deze duurde tot 2018. De collectie van het museum werd onder meer ondergebracht in de nabijgelegen Paterskerk waar de langlopende tijdelijke tentoonstelling 'Koers is Religie' ingericht werd. De tentoonstelling 'Koers is religie', over de band tussen het wielrennen en religie, werd op 25 november 2017 met de Erfgoedprijs Publiekswerking van de provincie West-Vlaanderen bekroond. In de aanloop van de heropening kreeg het museum op 27 maart 2018 n.a.v. zijn twintigste verjaardag zijn nieuwe naam : KOERS. Museum van de Wielersport. Op 8 september 2018 opende KOERS zijn deuren in het Arsenaal. Ook het toeristisch onthaal van de stad werd hier ondergebracht, samen met het Vrijetijdspunt en een museumcafé, 'KOERSkaffee'.

## Collectie

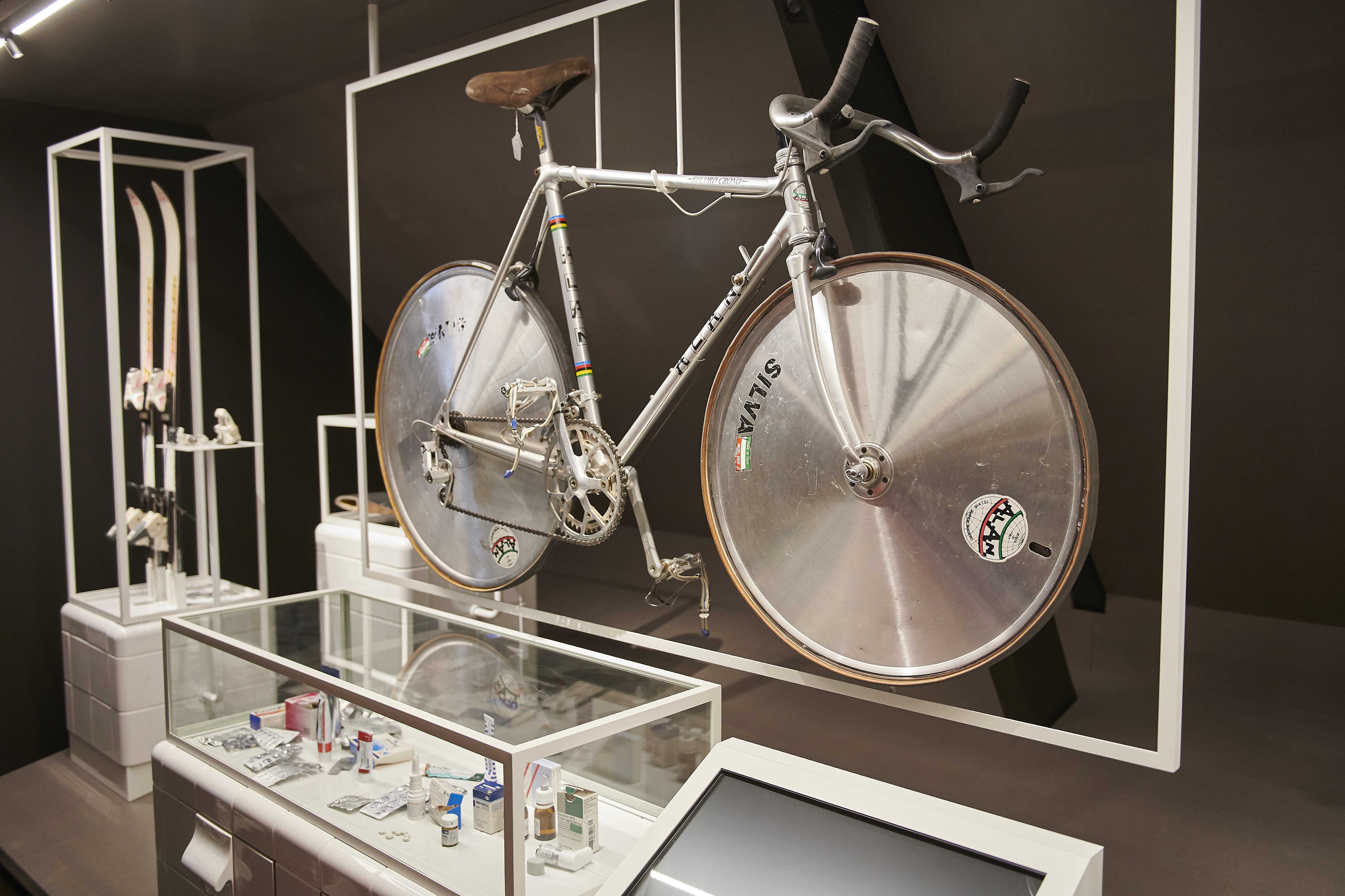
presentatie 'koers is wetenschap'

Het museum biedt een overzicht van de historische evolutie van de wielersport in al haar facetten. De kerncollectie bestaat uit de fietsencollectie. De geschiedenis van de fiets, van de loopfiets en de eerste vélocipède over de hoge bi en trapfietsen tot de moderne fiets met zowel de beroepsfiets, recreatieve fiets als koersfiets, komt aan bod in de oude feestzaal van het gebouw. Daarnaast is er ook het open kijkdepot waar het merendeel van de historische koersfietsen te vinden is. In de eerste jaren van het museum was dit de kerncollectie van het toenmalige Nationaal Wielermuseum. In de loop van de jaren is de klemtoon steeds meer op de wielersport zelf komen te liggen. De collectie omvat naast fietsen, dus ook heel wat wielertrofeeën en –memorabilia, wielerkledij, affiches, etc.
Een van de zalen is volledig gewijd aan de lokale wielerheld Jean-Pierre Monseré, die in 1971 als wereldkampioen tijdens een wedstrijd verongelukte. De oude feestzaal van het Arsenaal is omgedoopt tot 'Zaal van de Wereldkampioenen' als herinnering aan de 4 lokale wereldkampioenen in het wielrennen.
KOERS beschikt over een uitgebreid documentatiecentrum over de wielersport met onder meer heel wat foto’s, kranten, wieler- en sporttijdschriften, wedstrijdbrochures en wielerarchieven. Regelmatig geeft het publicaties uit zoals tentoonstellingscatalogi of thematische boeken over de wielersport of werkt het er aan mee. Sedert 2012 brengt het een jaarlijks wielerhistorisch tijdschrift 'Etappe' uit.

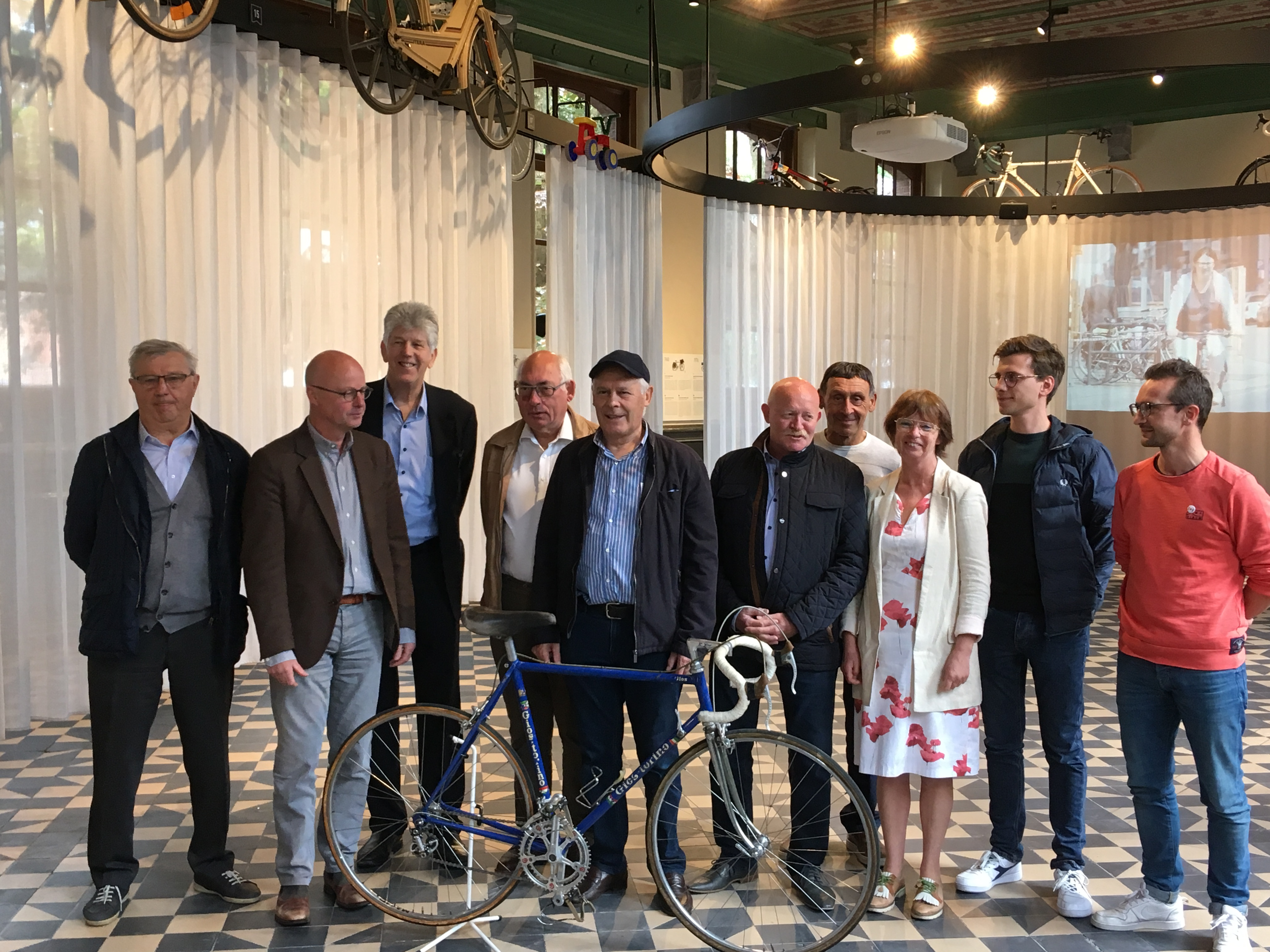
Schenking koersfiets Johan De Muynck door Vrienden van KOERS aan museum, 2019

## Gebouw
KOERS is gehuisvest in een voormalig brandweerarsenaal. Het Arsenaal werd tussen 1899 en 1902 gebouwd en deed dienst als arsenaal tot 1962. Tijdens de Eerste Wereldoorlog bood het huisvesting aan Duitse troepen. Het werd op 21 juli 1917 door Britse vliegtuigen gebombardeerd en na de oorlog in bijna identieke staat heropgebouwd. Naast brandweerarsenaal deed het gebouw onder meer nog dienst als zetel voor de werkrechtersraad, bureau voor de militielotingen, feestzaal en gemeenteschool. Na het vertrek van de brandweer was het nog een tijdje sportzaal voor volleybalclub ‘The Jets’, scoutslokaal en folkloremuseum. Het gebouw werd in de jaren 1990 als monument beschermd en gedeeltelijk gerestaureerd. Eind 2014 sloot het museum tijdelijk de deuren voor restauratie- en renovatiewerken die tot de zomer van 2018 duurden.

## Tentoonstellingen
| - Cyrille Van Hauwaert (1999) - Eddy Merckx en tijdgenoten (2000) - Freddy Maertens, een omstreden wereldkampioen (2002) - Belgische wielerkampioenen 1894-2003 (2003) - Patrick Sercu, 40 jaar Olympisch kampioen (2004) - Fototentoonstelling Van Briek Schotte tot Johan Museeuw (2004) - Leon, Hector en andere Martins (2004) - Kunsttentoonstelling 3xK (2005) - Helden van het veld 1966-2006 (2006) - Flandria boven! (2007) - Tom Boonen, de wonderjaren (2008) - Thomas Pips en de Tour & Wielervrouwen van Vlaanderen (2009) - WielerSportCultuur (2009) - Eendracht maakt macht. De Belgen en het WK wielrennen (2010) - De Talloor van de gebroeders Deloor (2010) - Pelotonjargon, een initiatie in Wuytsiaans (2011) - Fototentoonstelling Koers Revisited (2011) - Fototentoonstelling Seingevers in de koers (2011) | - Kolossaal: het verhaal van 100 jaar Col du Galibier (2011) - International Hall of Cycling (2012) - 100 jaar Sportwereld, 100 jaar Belgische Tourzeges (2012) - Bevoorrading (2012-2013) - Iedereen Flandrien! (2013) - De Molteni van Merckx en 99 andere memorabilia uit de Tour (2013) - (Wieler)sport in het paleis (2013) - De Fenomenale Fietsotheek (2014) - VeloMondo (2014) - West-Vlaanderen in/en de Tour (2014) - Truien en Trofeeën (2014) - Koers is Religie (2015-2018) - Collectioneurs kiezen uit hun koerscollectie (2018) - The Wolfpack. 365 days on the road (2019) - Merckx51 (2019) (gele truien) - VDBForever (2019-2020) - KOERSbus (2021) - Quick-Step Cycling Team. 20 years of passion. The history of the Wolfpack (2022) - 40 jaar Lotto: Gangmaker van de koers (2025) |

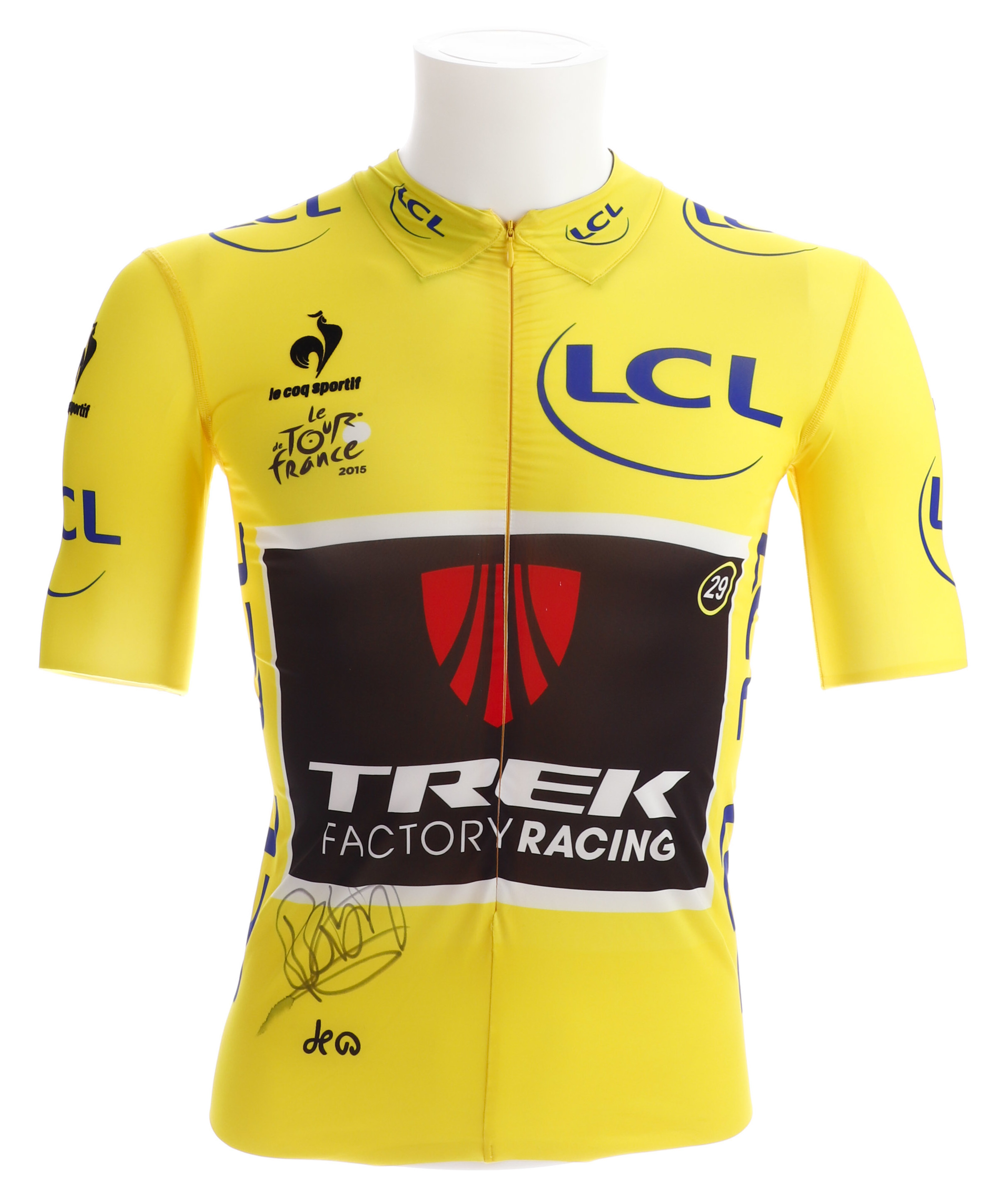
Gele trui van Fabian Cancellara, Ronde van Frankrijk 2015
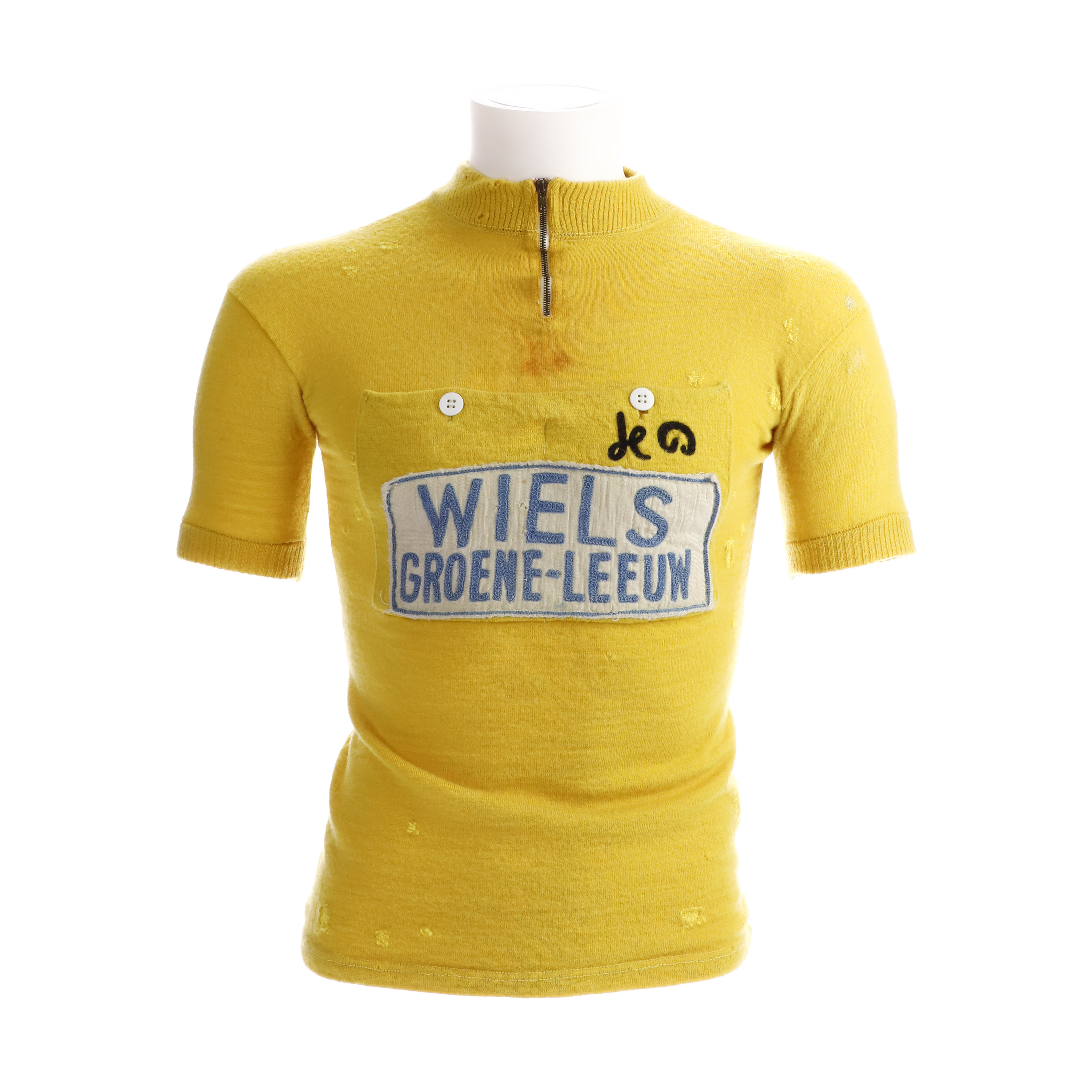
Gele Trui van Gilbert Desmet I, Ronde van Frankrijk 1963
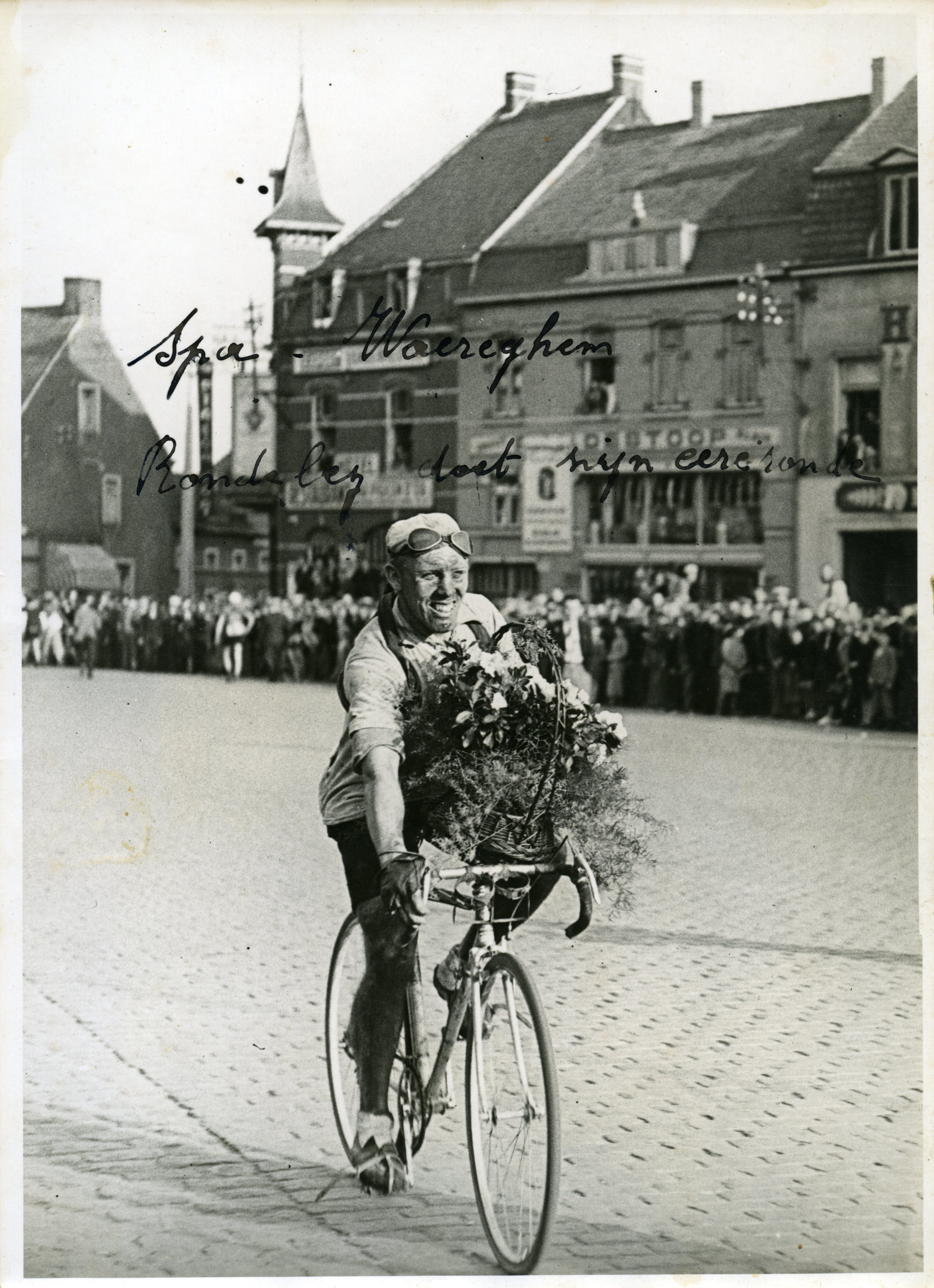
Ereronde Florent Rondelé, Dwars door België 1948
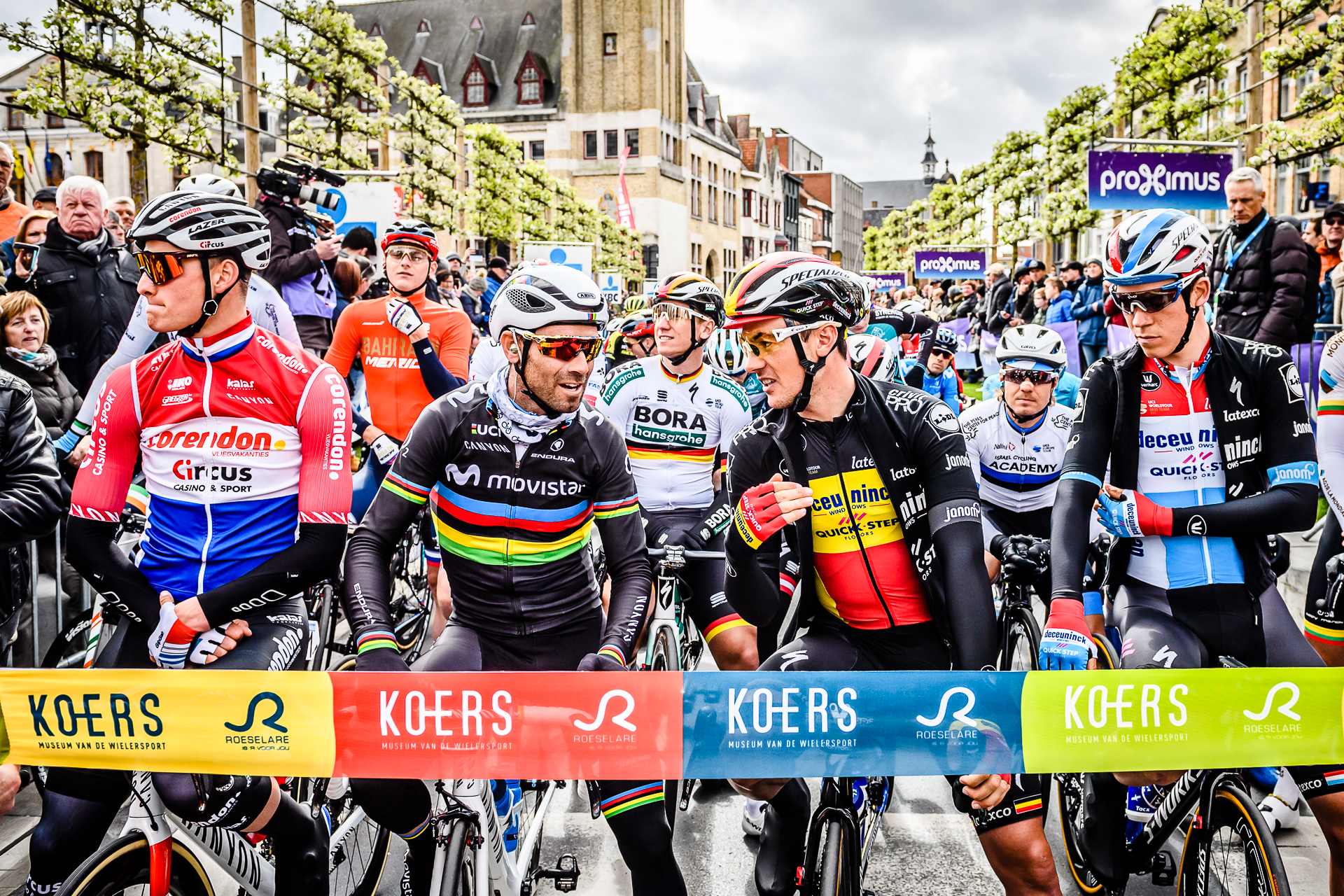
Start Dwars door Vlaanderen 2019 in Roeselare
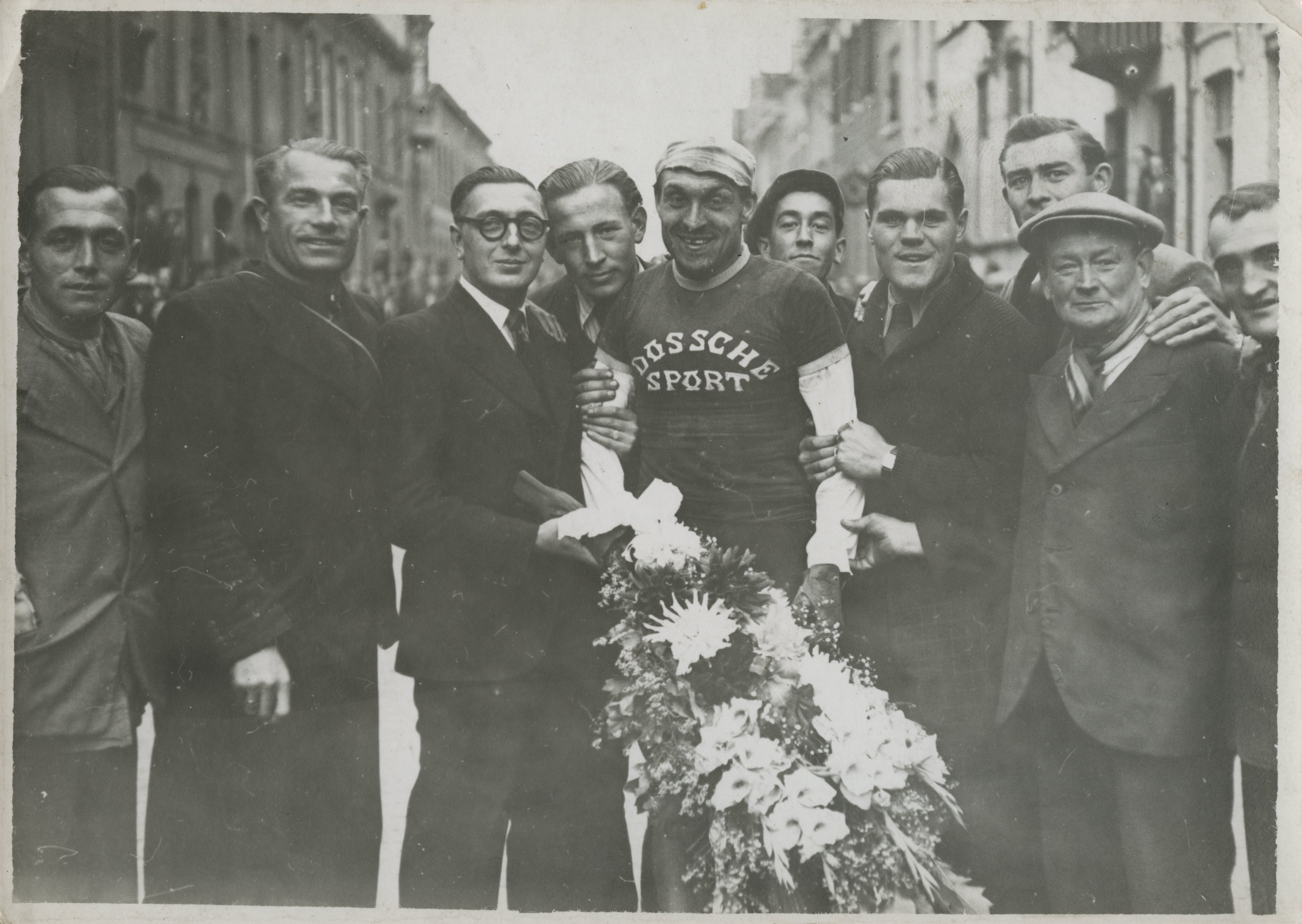
Albert Sercu na overwinning Dwars door België 1947